# Estación Pedrera
Estación Pedrera ist eine Ortschaft in Uruguay.

## Geographie
Sie liegt auf dem Gebiet des Departamento Canelones in dessen Sektor 27. Nächstgelegene Ansiedlungen sind Estación Tapia im Nordosten und San Jacinto im Nordwesten. Einige Kilometer entfernt in ostsüdöstlicher Richtung befindet sich der Cerro Mosquitos östlich des dort verlaufenden Arroyo Solís Chico.

## Infrastruktur
Durch den Ort führt die Eisenbahnlinie Montevideo – Minas und die Ruta 88.

## Einwohner
Die Einwohnerzahl von Estación Pedrera beträgt 140. (Stand: 2011)
| Jahr | Einwohner |
| ---- | --------- |
| 1963 | -         |
| 1975 | -         |
| 1985 | 107       |
| 1996 | 140       |
| 2004 | 134       |
| 2011 | 140       |

Quelle: Instituto Nacional de Estadística de Uruguay